# 新达尔肖
新达尔肖是德国下萨克森州的一个市镇。总面积22.62平方公里，总人口1442人，其中男性689人，女性753人（2011年12月31日），人口密度64人/平方公里。